# Alan Budikusuma
Alan Budikusuma (ur. 29 marca 1968 w Surabai) – indonezyjski badmintonista, mistrz olimpijski, wicemistrz świata w grze pojedynczej.
Dwukrotnie występował w igrzyskach olimpijskich. W 1992 roku, w Barcelonie zdobył złoty medal, pokonując w finale swego rodaka Ardy Wiranatę, a cztery lata później (1996) w Atlancie zajął 5. miejsce.
Srebrny medalista mistrzostw świata z 1991 roku w Kopenhadze. W finałowym pojedynku nie sprostał Chińczykowi Zhao Jianhua.